# Tejoagung
Tejoagung is een bestuurslaag in het regentschap Metro van de provincie Lampung, Indonesië. Tejoagung telt 5346 inwoners (volkstelling 2010).